# لاتاشا هارلنز
لاتاشا هارلنز (بالإنجليزية: Latasha Harlins)‏ (1 يناير 1976 - 16 مارس 1991)، فتاة أمريكية من أصل أفريقي أصيبت برصاصة قاتلة في سن الخامسة عشرة من عمرها في لوس أنجلوس عندما قتلها "سون جا دو" (هانغل: 두순자) صاحب متجر كوري أمريكي يبلغ من العمر 51 عام. حكم القاضي على "دو" بالسجن لمدة 10 سنوات ولكن عُلق الحكم ووضع المدعى عليه حكم خمس سنوات تحت المراقبة مع 400 ساعة من الخدمة المجتمعية واسترداد 500 دولار ونفقات الجنازة. يُنظر إلى الحكم على نطاق واسع على أنه عقوبة مخففة للغاية، واستئناف فاشل.

## الحياة
ولدت لاتاشا هارلينز في 1 يناير 1976، في إيست سانت لويس، إلينوي، لكريستال هارلينز وسيلفستر أكوف الأب. انتقلت عائلتها من إلينوي إلى جنوب لوس أنجلوس في عام 1981.وفي عام 1982 عندما كانت لاتاشا في السادسة من عمرها، كان والدها يعمل في مسبك للصلب بينما كانت والدتها تعمل نادلة في حانة محلية. كانوا يعيشون بالقرب من شارع 89 وبرودواي، على بعد بضع بنايات فقط حيث قُتلت بعد عشر سنوات.
كان أبوها أكوف يسيء إلى أمها كريستال و يهاجمها و يضربها أمام لاتاشا و إخوتها الصغار. إنتهى زواجهما غير المستقر في نهاية المطاف في عام 1983. وفي 27 نوفمبر 1985، قُتِلت كريستال برصاص خارج ملهى ليلي في لوس أنجلوس على يد كورا ماي أندرسون، صديقة أكوف الجديدة، تاركة لاتاشا وإخوتها الصغار في رعاية جدتها لأمها، روث هارلينز. كان لوفاة والدتها تأثير مدمر على لاتاشا، التي بدأت في التمرد والتجادل مع جدتها لأمها وخالتها دينيس. في وقت وفاتها عام 1991، كانت لاتاشا طالبة في مدرسة ويستشستر الثانوية. دفنت بجانب والدتها في بارادايس ميموريال بارك، سانتا في سبرينغز، كاليفورنيا.

## الموت
قبل الساعة 10:00 صباحًا بقليل يوم السبت 16 مارس، دخلت هارلنز المتجر. لاحظ دو أن مع هارلينز زجاجة عصير برتقال بقيمة 1.79 دولار في حقيبة ظهرها. استنتج دو إلى أن هارلينز كانت تحاول السرقة ولم يرى الأموال التي كانت تحملها هارلينز في يدها. زعم دو أنه سأل هارلينز عما إذا كانت تنوي دفع ثمن عصير البرتقال، وأدعى أن هارلينز ردت عليه أي عصير برتقال؟عارض اثنان من شهود العيان - إسماعيل علي البالغ من العمر 9 سنوات وشقيقته لاكيشيا كومبس البالغة من العمر 13 عامًا - هذا الادعاء، قائلين إن دو وصف هارلينز بـ العاهرة واتهمها بمحاولة السرقة وأن هارلينز ردت عليها بأنها تنوي دفع ثمن عصير البرتقال. بعد التحدث مع شاهدي العيان ومشاهدة شريط فيديو الحادث، الذي سجلته كاميرا أمن المتجر، خلصت الشرطة إلى أن هارلينز كانت تنوي دفع ثمن المشروب بالمال الموجود في يدها. أظهر شريط الفيديو أن دو أمسك بسترة هارلينز وانتزع حقيبتها. ثم ضرب هارلينز بقبضته مرتين وطرحها أرضًا. بعد أن تراجعت هارلينز، ألقى دو بغضب كرسيًا عليها. التقطت هارلينز بعد ذلك زجاجة عصير البرتقال التي سقطت أثناء المشاجرة وسلمتها إلى دو، الذي انتزع الزجاجة منها، واستدارت هارلينز لتغادر. أخرج دو مسدسًا من تحت المنضدة وأطلق النار على هارلينز من الخلف على مسافة حوالي ثلاثة أقدام (متر واحد). أصابت الرصاصة هارلينز في مؤخرة رأسها، مما أسفر عن مقتلها على الفور.

## التأثير
تفاقم الحادث قبل إصدار الحكم من قبل المحكمة مما جعل التوترات قائمة بين الأميركيين الأفارقة والتجار الآسيويين في الولايات المتحدة في جنوب وسط لوس أنجلوس، وفسرت تلك التوترات في وقت لاحق من قبل بعض أفراد الجمهور والناشطين على أنها واحدة من المحفزات على أعمال الشغب في لوس أنجلوس 1992، كما هوجمت العديد من المحلات التجارية الكورية من قبل الأفارقة الأمريكيين في 17 أغسطس 1991، في حين كان دو ينتظر المحاكمة، حدث حريق في مخزنه من قِبل أعمال الشغب، وأُحرقت الكثير من المحلات والمخازن الآسيوية.

### آيس كيوب
في العام 1991 أصدر آيس كيوب أغنيته المثيرة للجدل (Bblack Korea ‏) نتيجة إطلاق النار على لاتاشا هارلنز، وأدرجها في ألبومه (Death Certificat).

### توباك
أما من جهة مغني الراب توباك شاكور فقد ذكر لاتاشا في كثير من أغانيه حزنًا عليها ومنها:
- Keep ya head up
- (*Something 2 Die 4 : (*, remember that name... 'Cause a bottle of juice is not something to die for
- ("Thugz Mansion : ("Little Latasha, sho' grown/Tell the lady in the liquor store that she’s forgiven/ So come home
- "White men World : ("Rest In Peace To Latasha, Little Yummy, and Kato
- "Hellrazor : ("Dear Lord if ya hear me, tell me why / Little girl like Latasha, had to die